# ميرزا باشيتش
ميرزا باشيتش مواليد 12 يوليو 1991 في سراييفو، هو لاعب كرة مضرب بوسني بدأ مسيرته كمحترف سنة 2008 يلعب باليد اليمنى ويحتل حالياً المرتبة رقم. 109 (8 فبراير 2016) في تصنيف رابطة محترفي كرة المضرب. أعلى تصنيف له في الفردي كان المركز الـ 128 في سنة 2016. أعلى تصنيف له في الزوجي كان المركز الـ 320 في سنة 2013.

## الخط الزمني للفردي
مفتاح
| ف | ن | ن.ن | ر.ن | د# | د.م | ل | أ.أ | ت | غ | ب | ف | ذ | م.خ | ل.ت |

(ف) فاز بالبطولة (ن) وصل النهائي (ن.ن) نصف النهائي (ر.ن) ربع النهائي (د#) الأدوار الأربعة الأولى (د.م) دور المجموعات (ل) شارك في كأس ديفيز (أ.أ) خرج من الأدوار الاولى (ت) خسر التصفيات التأهيلية (غ) غاب عن الحدث أو البطولة (ب) حصل على ميدالية برونزية (ف) حصل على ميدالية فضية (ذ) حصل على ميدالية ذهبية (م.خ) بطولة الماسترز خُفضت إلى مرتبة أقل (ل.ت) البطولة لم تعقد في السنة المعينة.
لتجنب الارتباك وازدواجية الحساب، يتم تحديث هذه المعلومات إما في نهاية البطولة، أو عندما تكون مشاركة اللاعب في البطولة قد انتهت.
| دورات الجراند سلام |     |     |     |     |     |     |     |
| أستراليا المفتوحة  | غ   | غ   | ت1  | ت1  | غ   | د2  | 1–1 |
| فرنسا المفتوحة     | غ   | غ   | ت1  | غ   | ت1  |     | 0–0 |
| بطولة ويمبلدون     | غ   | غ   | ت2  | غ   | ت1  |     | 0–0 |
| أمريكا المفتوحة    | غ   | غ   | ت2  | غ   | ت2  |     | 0–0 |
| فوز-خسارة          | 0–0 | 0–0 | 0–0 | 0–0 | 0–0 | 1–1 |     |

## روابط خارجية
- ميرزا باشيتش على موقع رابطة محترفي التنس (الإنجليزية)
- ميرزا باشيتش على موقع الاتحاد الدولي لكرة المضرب (الإنجليزية)
- ميرزا باشيتش على موقع كأس ديفيز (الإنجليزية)
- ميرزا باشيتش على موقع خلاصة التنس.كوم (الإنجليزية)
- ميرزا باشيتش على موقع أوليمبيديا (الإنجليزية)